# Herald Sun Tour 2015
La 62e édition du Herald Sun Tour a eu lieu du 4 au 8 février 2015. La course fait partie du calendrier UCI Oceania Tour 2015 en catégorie 2.1.
Elle a été remportée par l'Australien Cameron Meyer (Orica-GreenEDGE), vainqueur de la première étape, qui s'impose respectivement devant, les deux Néo-Zélandais et coéquipiers, Patrick Bevin, lauréat de la quatrième étape, et Joseph Cooper (Avanti Racing).
Meyer remporte le classement par points, ses compatriotes Cameron Bayly (Search2retain-Health.com.au) et Robert Power (Jayco-AIS Australian U23) s'emparent respectivement de celui de la montagne et du meilleur jeune. La formation australienne Orica-GreenEDGE termine quant à elle meilleure équipe.

## Présentation

### Parcours

Parcours des étapes
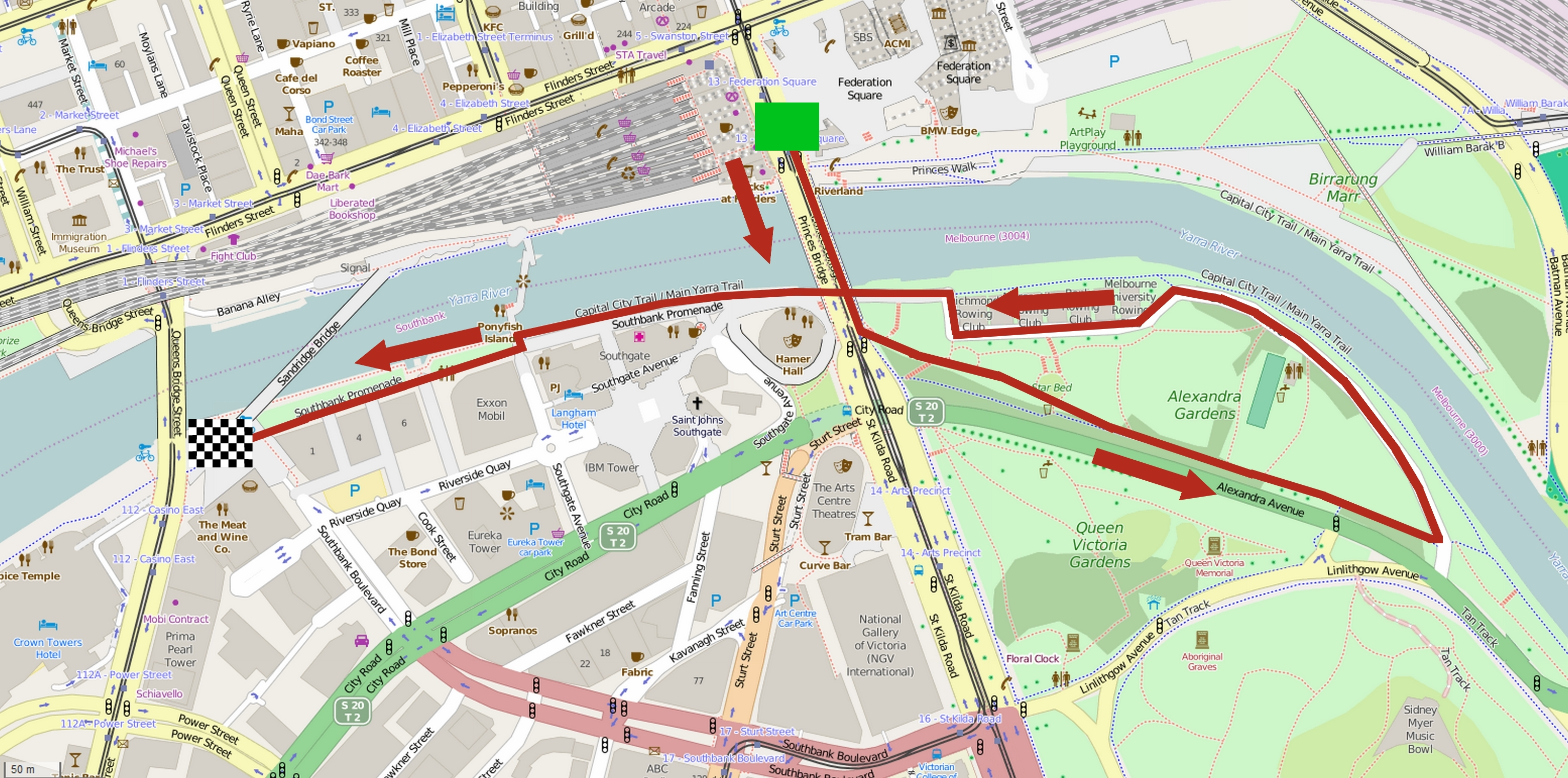
Prologue.
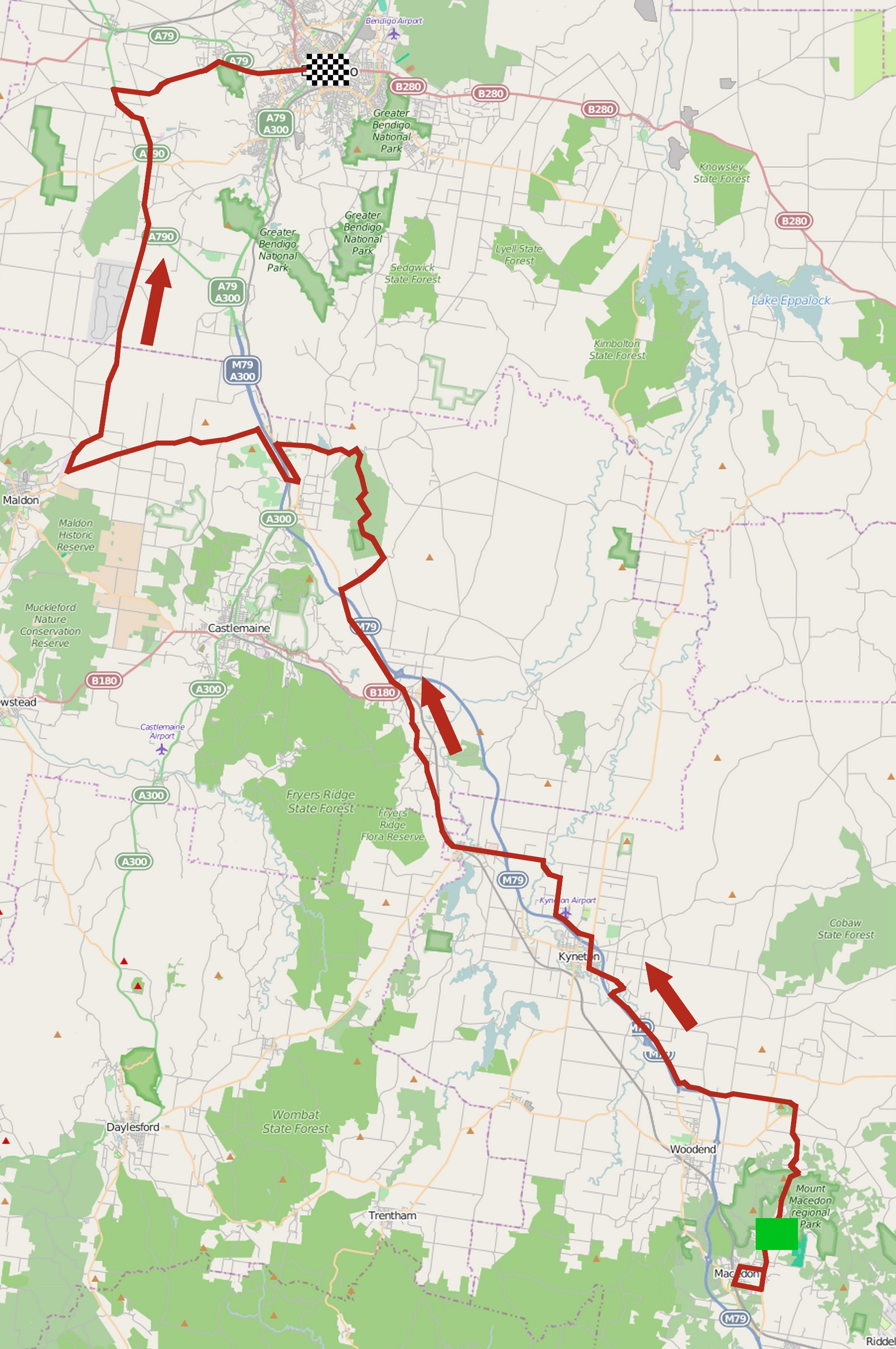
1re étape.
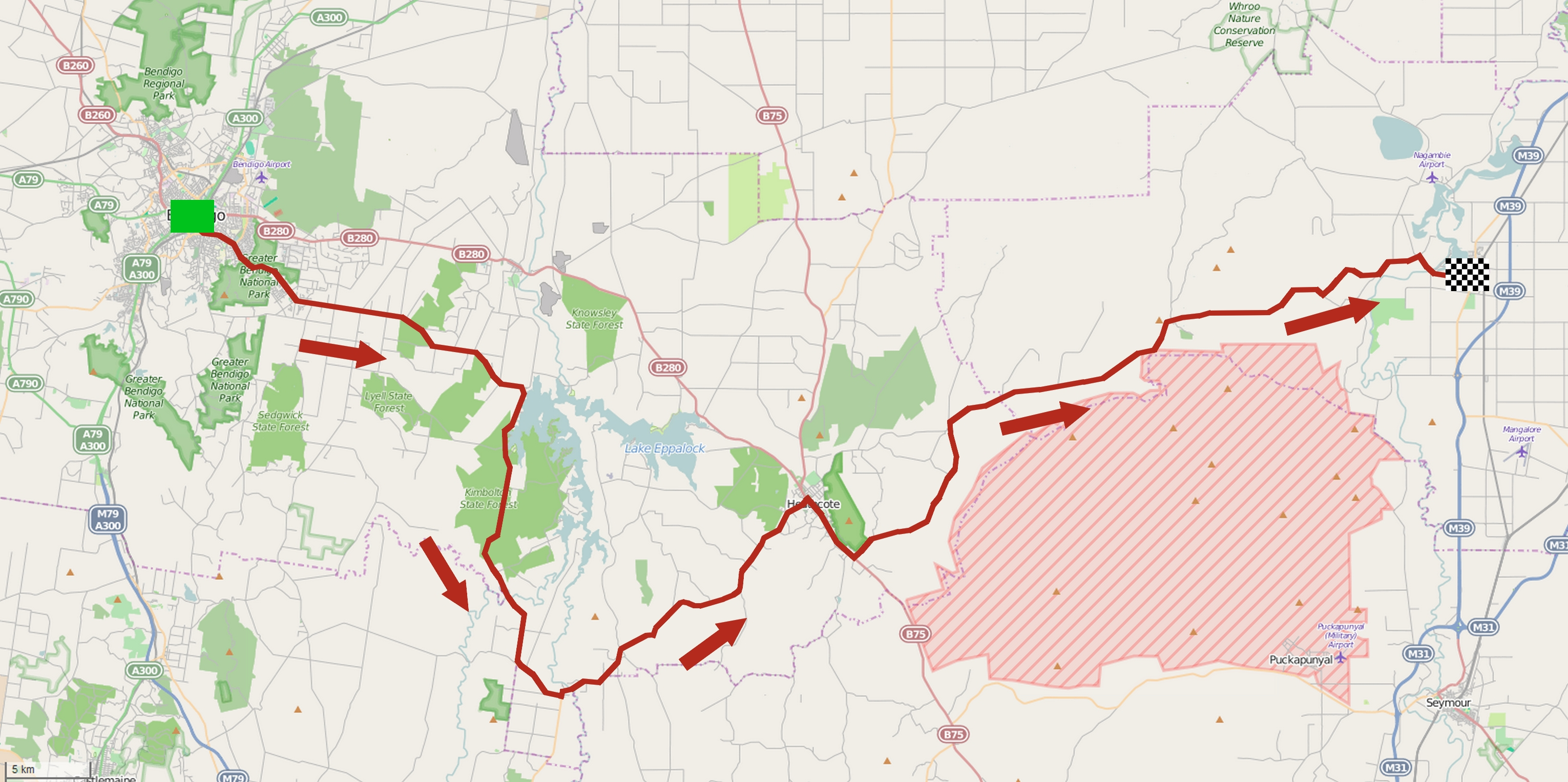
2e étape.
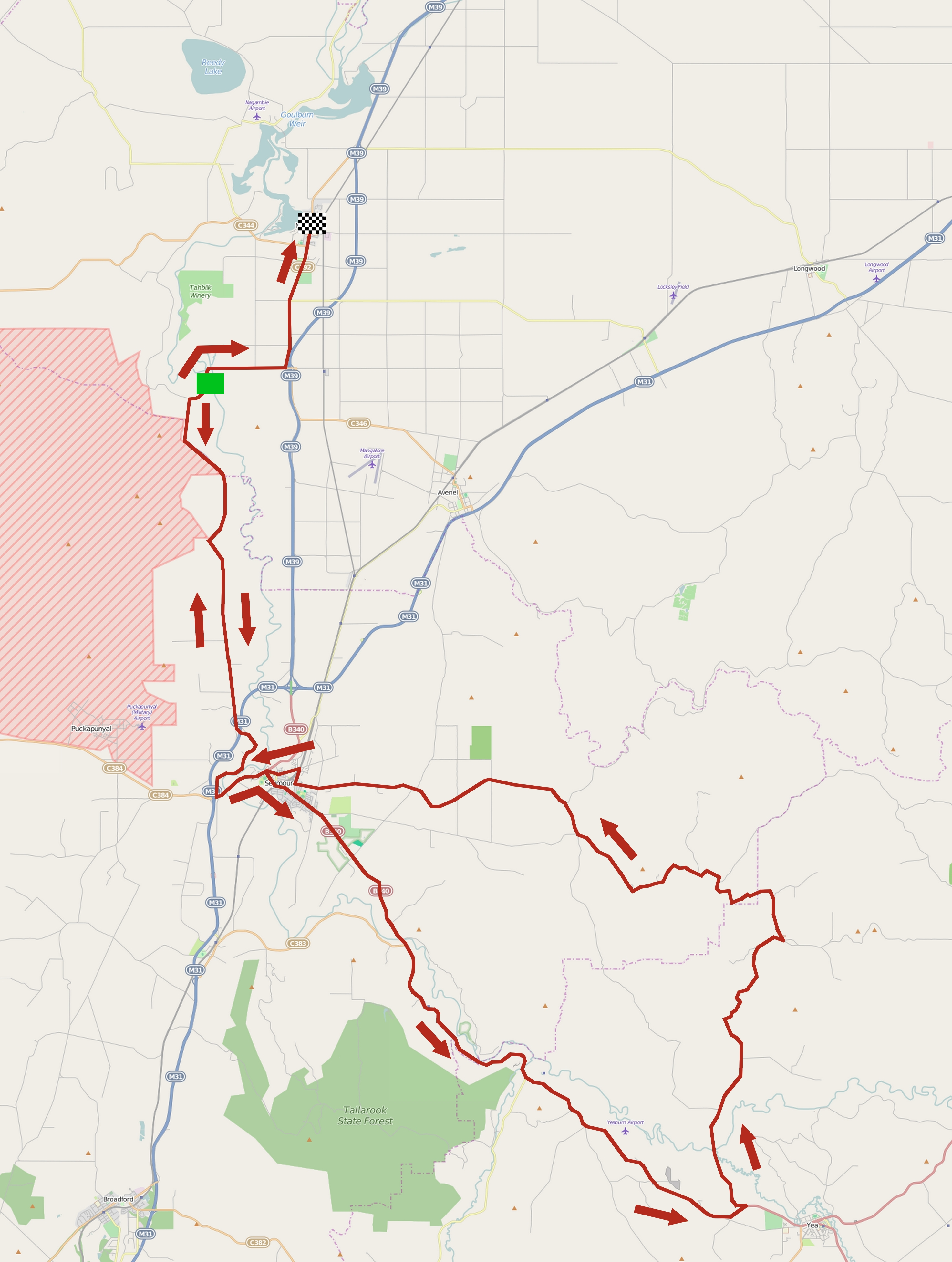
3e étape.
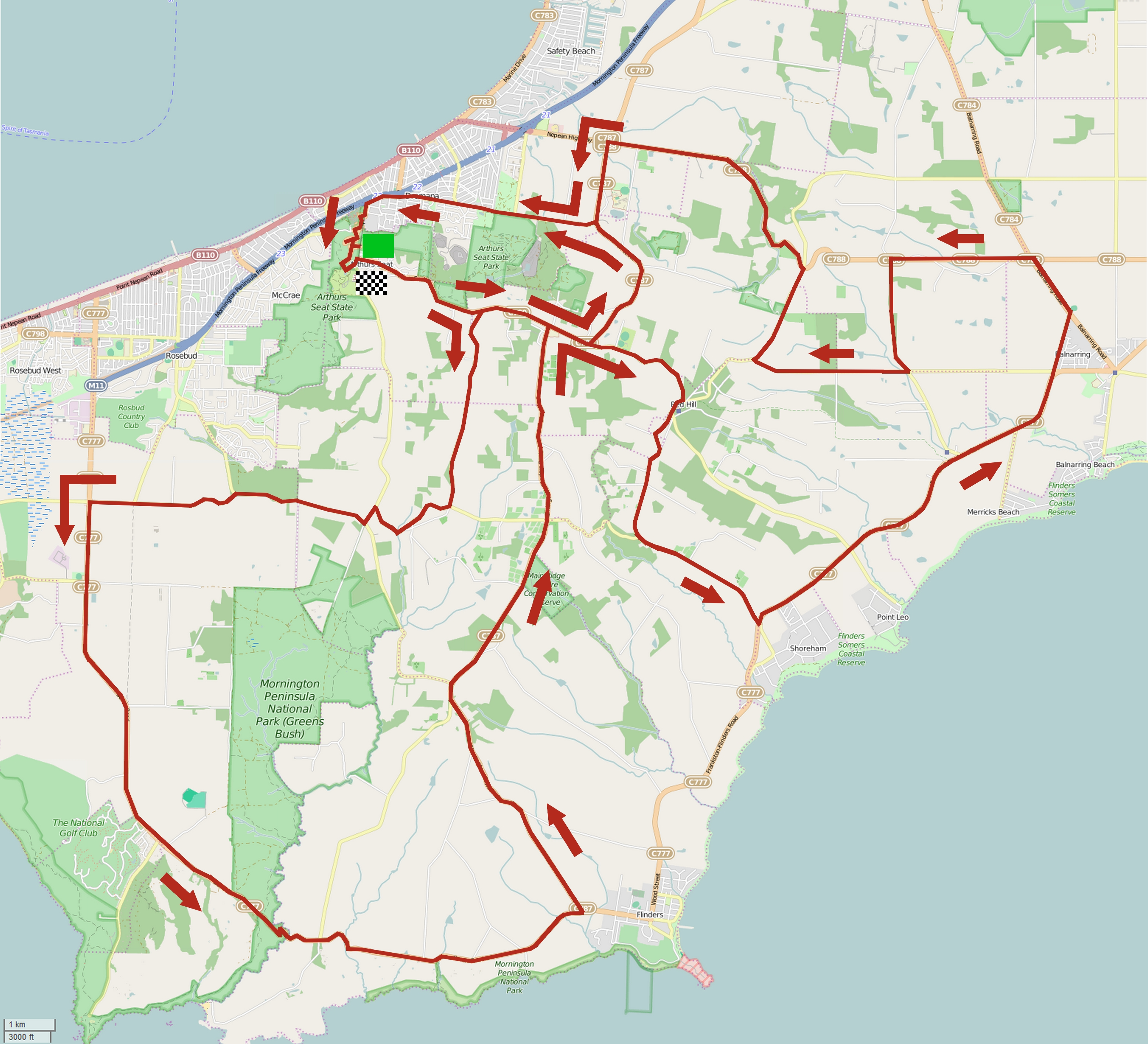
4e étape.

### Équipes
Classé en catégorie 2.1 de l'UCI Oceania Tour, le Herald Sun Tour est par conséquent ouvert aux WorldTeams dans la limite de 50 % des équipes participantes, aux équipes continentales professionnelles, aux équipes continentales et aux équipes nationales.
Seize équipes participent à cet Herald Sun Tour - une WorldTeam, quatre équipes continentales professionnelles, huit équipes continentales et trois équipes nationales :
| UCI WorldTeam   | UCI WorldTeam | UCI WorldTeam |
| Nom de l'équipe | Pays          | Code          |
| --------------- | ------------- | ------------- |
| Orica-GreenEDGE | Australie     | OGE           |

| Équipes continentales professionnelles | Équipes continentales professionnelles | Équipes continentales professionnelles |
| Nom de l'équipe                        | Pays                                   | Code                                   |
| -------------------------------------- | -------------------------------------- | -------------------------------------- |
| Androni Giocattoli                     | Italie                                 | AND                                    |
| Drapac                                 | Australie                              | DPC                                    |
| MTN-Qhubeka                            | Afrique du Sud                         | MTN                                    |
| UnitedHealthcare                       | États-Unis                             | UHC                                    |

| Équipes continentales       | Équipes continentales | Équipes continentales |
| Nom de l'équipe             | Pays                  | Code                  |
| --------------------------- | --------------------- | --------------------- |
| African Wildlife Safaris    | Australie             | AWS                   |
| Avanti Racing               | Nouvelle-Zélande      | ART                   |
| Budget Forklifts            | Australie             | BFL                   |
| Charter Mason Giant Racing  | Australie             | CMR                   |
| Data3 Symantec Racing-Scody | Australie             | DSR                   |
| JLT Condor                  | Royaume-Uni           | JLT                   |
| Navitas Satalyst Racing     | Australie             | NSR                   |
| Search2retain-Health.com.au | Australie             | STR                   |

| Équipes nationales              | Équipes nationales | Équipes nationales |
| Nom de l'équipe                 | Pays               | Code               |
| ------------------------------- | ------------------ | ------------------ |
| Équipe nationale du Royaume-Uni | Royaume-Uni        | GBR                |
| Jayco-AIS Australian U23        | Australie          | JUA                |
| KordaMentha Australian          | Australie          | AUS                |

## Étapes
Un prologue et quatre étapes constituent le parcours de ce Herald Sun Tour, pour un total de 534,9 kilomètres à parcourir.
| Étape     | Date      | Villes étapes                         |                 | Distance (km) | Vainqueur d’étape | Leader du classement général |
| --------- | --------- | ------------------------------------- | --------------- | ------------- | ----------------- | ---------------------------- |
| Prologue  | 4 février | Melbourne - Melbourne                 | Prologue        | 2,1           | William Clarke    | William Clarke               |
| 1re étape | 5 février | Mount Macedon - Bendigo               | Étape vallonnée | 146,2         | Cameron Meyer     | Cameron Meyer                |
| 2e étape  | 6 février | Bendigo - Nagambie (en)               | Étape de plaine | 117,9         | Caleb Ewan        | Cameron Meyer                |
| 3e étape  | 7 février | Mitchellstown - Nagambie (en)         | Étape de plaine | 146,7         | Caleb Ewan        | Cameron Meyer                |
| 4e étape  | 8 février | Arthurs Seat (en) - Arthurs Seat (en) | Étape vallonnée | 122           | Patrick Bevin     | Cameron Meyer                |

## Déroulement de la course

### Prologue
| Classement de l'étape | Classement de l'étape | Classement de l'étape | Classement de l'étape      | Classement de l'étape |
|                       | Coureur               | Pays                  | Équipe                     | Temps                 |
| --------------------- | --------------------- | --------------------- | -------------------------- | --------------------- |
| 1er                   | William Clarke        | Australie             | Drapac                     | en 2 min 35 s         |
| 2e                    | Caleb Ewan            | Australie             | Orica-GreenEDGE            | + 1 s                 |
| 3e                    | Brenton Jones         | Australie             | Drapac                     | + 1 s                 |
| 4e                    | Sam Bewley            | Nouvelle-Zélande      | Orica-GreenEDGE            | + 2 s                 |
| 5e                    | Neil Van der Ploeg    | Australie             | Avanti Racing              | + 2 s                 |
| 6e                    | Michael Hepburn       | Australie             | Orica-GreenEDGE            | + 2 s                 |
| 7e                    | Simon Clarke          | Australie             | Orica-GreenEDGE            | + 2 s                 |
| 8e                    | Patrick Bevin         | Nouvelle-Zélande      | Avanti Racing              | + 2 s                 |
| 9e                    | Paul van der Ploeg    | Australie             | Charter Mason Giant Racing | + 2 s                 |
| 10e                   | Joseph Cooper         | Nouvelle-Zélande      | Avanti Racing              | + 3 s                 |
| modifier              |                       |                       |                            |                       |

| Classement général | Classement général | Classement général | Classement général         | Classement général |
|                    | Coureur            | Pays               | Équipe                     | Temps              |
| ------------------ | ------------------ | ------------------ | -------------------------- | ------------------ |
| 1er                | William Clarke     | Australie          | Drapac                     | en 2 min 35 s      |
| 2e                 | Caleb Ewan         | Australie          | Orica-GreenEDGE            | + 1 s              |
| 3e                 | Brenton Jones      | Australie          | Drapac                     | + 1 s              |
| 4e                 | Sam Bewley         | Nouvelle-Zélande   | Orica-GreenEDGE            | + 2 s              |
| 5e                 | Neil Van der Ploeg | Australie          | Avanti Racing              | + 2 s              |
| 6e                 | Michael Hepburn    | Australie          | Orica-GreenEDGE            | + 2 s              |
| 7e                 | Simon Clarke       | Australie          | Orica-GreenEDGE            | + 2 s              |
| 8e                 | Patrick Bevin      | Nouvelle-Zélande   | Avanti Racing              | + 2 s              |
| 9e                 | Paul van der Ploeg | Australie          | Charter Mason Giant Racing | + 2 s              |
| 10e                | Joseph Cooper      | Nouvelle-Zélande   | Avanti Racing              | + 3 s              |
| modifier           |                    |                    |                            |                    |

### 1reétape
| Classement de l'étape | Classement de l'étape | Classement de l'étape | Classement de l'étape           | Classement de l'étape |
|                       | Coureur               | Pays                  | Équipe                          | Temps                 |
| --------------------- | --------------------- | --------------------- | ------------------------------- | --------------------- |
| 1er                   | Cameron Meyer         | Australie             | Orica-GreenEDGE                 | en 3 h 29 min 47 s    |
| 2e                    | Joseph Cooper         | Nouvelle-Zélande      | Avanti Racing                   | + 0 s                 |
| 3e                    | Patrick Bevin         | Nouvelle-Zélande      | Avanti Racing                   | + 10 s                |
| 4e                    | Simon Clarke          | Australie             | Orica-GreenEDGE                 | + 10 s                |
| 5e                    | Daniel Summerhill     | États-Unis            | UnitedHealthcare                | + 10 s                |
| 6e                    | Franco Pellizotti     | Italie                | Androni Giocattoli              | + 10 s                |
| 7e                    | Serge Pauwels         | Belgique              | MTN-Qhubeka                     | + 10 s                |
| 8e                    | Grant Ferguson        | Royaume-Uni           | Équipe nationale du Royaume-Uni | + 10 s                |
| 9e                    | Damien Howson         | Australie             | Orica-GreenEDGE                 | + 10 s                |
| 10e                   | Brendan Canty         | Australie             | Budget Forklifts                | + 10 s                |
| modifier              |                       |                       |                                 |                       |

| Classement général | Classement général | Classement général | Classement général              | Classement général |
|                    | Coureur            | Pays               | Équipe                          | Temps              |
| ------------------ | ------------------ | ------------------ | ------------------------------- | ------------------ |
| 1er                | Cameron Meyer      | Australie          | Orica-GreenEDGE                 | en 3 h 32 min 15 s |
| 2e                 | Joseph Cooper      | Nouvelle-Zélande   | Avanti Racing                   | + 4 s              |
| 3e                 | Patrick Bevin      | Nouvelle-Zélande   | Avanti Racing                   | + 15 s             |
| 4e                 | Simon Clarke       | Australie          | Orica-GreenEDGE                 | + 19 s             |
| 5e                 | Lachlan Norris     | Australie          | Drapac                          | + 23 s             |
| 6e                 | Damien Howson      | Australie          | Orica-GreenEDGE                 | + 23 s             |
| 7e                 | Daniel Summerhill  | États-Unis         | UnitedHealthcare                | + 24 s             |
| 8e                 | Lachlan Morton     | Australie          | KordaMentha Australian          | + 27 s             |
| 9e                 | Scott Davies       | Royaume-Uni        | Équipe nationale du Royaume-Uni | + 28 s             |
| 10e                | Mitchell Cooper    | Australie          | Navitas Satalyst Racing         | + 28 s             |
| modifier           |                    |                    |                                 |                    |

### 2eétape
| Classement de l'étape | Classement de l'étape | Classement de l'étape | Classement de l'étape       | Classement de l'étape |
|                       | Coureur               | Pays                  | Équipe                      | Temps                 |
| --------------------- | --------------------- | --------------------- | --------------------------- | --------------------- |
| 1er                   | Caleb Ewan            | Australie             | Orica-GreenEDGE             | en 2 h 38 min 51 s    |
| 2e                    | Steele Von Hoff       | Australie             | KordaMentha Australian      | m.t                   |
| 3e                    | Sam Witmitz           | Australie             | Budget Forklifts            | m.t                   |
| 4e                    | John Murphy           | États-Unis            | UnitedHealthcare            | m.t                   |
| 5e                    | Brenton Jones         | Australie             | Drapac                      | m.t                   |
| 6e                    | Massimo Graziato      | Italie                | African Wildlife Safaris    | m.t                   |
| 7e                    | James Mowatt          | Australie             | Data3 Symantec Racing-Scody | m.t                   |
| 8e                    | Graham Briggs         | Royaume-Uni           | JLT Condor                  | m.t                   |
| 9e                    | Michael Rice          | Australie             | Search2retain-Health.com.au | m.t                   |
| 10e                   | Tanner Putt           | États-Unis            | UnitedHealthcare            | m.t                   |
| modifier              |                       |                       |                             |                       |

| Classement général | Classement général | Classement général | Classement général              | Classement général |
|                    | Coureur            | Pays               | Équipe                          | Temps              |
| ------------------ | ------------------ | ------------------ | ------------------------------- | ------------------ |
| 1er                | Cameron Meyer      | Australie          | Orica-GreenEDGE                 | en 6 h 11 min 6 s  |
| 2e                 | Joseph Cooper      | Nouvelle-Zélande   | Avanti Racing                   | + 4 s              |
| 3e                 | Patrick Bevin      | Nouvelle-Zélande   | Avanti Racing                   | + 15 s             |
| 4e                 | Simon Clarke       | Australie          | Orica-GreenEDGE                 | + 19 s             |
| 5e                 | Lachlan Norris     | Australie          | Drapac                          | + 23 s             |
| 6e                 | Damien Howson      | Australie          | Orica-GreenEDGE                 | + 23 s             |
| 7e                 | Daniel Summerhill  | États-Unis         | UnitedHealthcare                | + 24 s             |
| 8e                 | Lachlan Morton     | Australie          | KordaMentha Australian          | + 27 s             |
| 9e                 | Scott Davies       | Royaume-Uni        | Équipe nationale du Royaume-Uni | + 28 s             |
| 10e                | Mitchell Cooper    | Australie          | Navitas Satalyst Racing         | + 28 s             |
| modifier           |                    |                    |                                 |                    |

### 3eétape
| Classement de l'étape | Classement de l'étape | Classement de l'étape | Classement de l'étape       | Classement de l'étape |
|                       | Coureur               | Pays                  | Équipe                      | Temps                 |
| --------------------- | --------------------- | --------------------- | --------------------------- | --------------------- |
| 1er                   | Caleb Ewan            | Australie             | Orica-GreenEDGE             | en 3 h 25 min 17 s    |
| 2e                    | Tyler Farrar          | États-Unis            | MTN-Qhubeka                 | m.t                   |
| 3e                    | Steele Von Hoff       | Australie             | KordaMentha Australian      | m.t                   |
| 4e                    | John Murphy           | États-Unis            | UnitedHealthcare            | m.t                   |
| 5e                    | William Clarke        | Australie             | Drapac                      | m.t                   |
| 6e                    | Tiziano Dall'Antonia  | Italie                | Androni Giocattoli          | m.t                   |
| 7e                    | Felix English         | Irlande               | JLT Condor                  | m.t                   |
| 8e                    | Grayson Napier        | Nouvelle-Zélande      | Navitas Satalyst Racing     | m.t                   |
| 9e                    | Patrick Bevin         | Nouvelle-Zélande      | Avanti Racing               | m.t                   |
| 10e                   | James Mowatt          | Australie             | Data3 Symantec Racing-Scody | m.t                   |
| modifier              |                       |                       |                             |                       |

| Classement général | Classement général | Classement général | Classement général              | Classement général |
|                    | Coureur            | Pays               | Équipe                          | Temps              |
| ------------------ | ------------------ | ------------------ | ------------------------------- | ------------------ |
| 1er                | Cameron Meyer      | Australie          | Orica-GreenEDGE                 | en 9 h 36 min 23 s |
| 2e                 | Joseph Cooper      | Nouvelle-Zélande   | Avanti Racing                   | + 4 s              |
| 3e                 | Patrick Bevin      | Nouvelle-Zélande   | Avanti Racing                   | + 15 s             |
| 4e                 | Simon Clarke       | Australie          | Orica-GreenEDGE                 | + 19 s             |
| 5e                 | Lachlan Norris     | Australie          | Drapac                          | + 23 s             |
| 6e                 | Damien Howson      | Australie          | Orica-GreenEDGE                 | + 23 s             |
| 7e                 | Daniel Summerhill  | États-Unis         | UnitedHealthcare                | + 24 s             |
| 8e                 | Lachlan Morton     | Australie          | KordaMentha Australian          | + 27 s             |
| 9e                 | Scott Davies       | Royaume-Uni        | Équipe nationale du Royaume-Uni | + 28 s             |
| 10e                | Mitchell Cooper    | Australie          | Navitas Satalyst Racing         | + 28 s             |
| modifier           |                    |                    |                                 |                    |

### 4eétape
| Classement de l'étape | Classement de l'étape | Classement de l'étape | Classement de l'étape           | Classement de l'étape |
|                       | Coureur               | Pays                  | Équipe                          | Temps                 |
| --------------------- | --------------------- | --------------------- | ------------------------------- | --------------------- |
| 1er                   | Patrick Bevin         | Nouvelle-Zélande      | Avanti Racing                   | en 2 h 54 min 38 s    |
| 2e                    | Cameron Meyer         | Australie             | Orica-GreenEDGE                 | + 0 s                 |
| 3e                    | Simon Clarke          | Australie             | Orica-GreenEDGE                 | + 0 s                 |
| 4e                    | Brendan Canty         | Australie             | Budget Forklifts                | + 2 s                 |
| 5e                    | Robert Power          | Australie             | Jayco-AIS Australian U23        | + 2 s                 |
| 6e                    | Franco Pellizotti     | Italie                | Androni Giocattoli              | + 4 s                 |
| 7e                    | Damien Howson         | Australie             | Orica-GreenEDGE                 | + 6 s                 |
| 8e                    | Scott Davies          | Royaume-Uni           | Équipe nationale du Royaume-Uni | + 7 s                 |
| 9e                    | Joseph Cooper         | Nouvelle-Zélande      | Avanti Racing                   | + 9 s                 |
| 10e                   | Serge Pauwels         | Belgique              | MTN-Qhubeka                     | + 11 s                |
| modifier              |                       |                       |                                 |                       |

## Classements finals

### Classement général final
| Classement général final | Classement général final | Classement général final | Classement général final        | Classement général final |
|                          | Coureur                  | Pays                     | Équipe                          | Temps                    |
| ------------------------ | ------------------------ | ------------------------ | ------------------------------- | ------------------------ |
| 1er                      | Cameron Meyer            | Australie                | Orica-GreenEDGE                 | en 12 h 30 min 55 s      |
| 2e                       | Patrick Bevin            | Nouvelle-Zélande         | Avanti Racing                   | + 11 s                   |
| 3e                       | Joseph Cooper            | Nouvelle-Zélande         | Avanti Racing                   | + 19 s                   |
| 4e                       | Simon Clarke             | Australie                | Orica-GreenEDGE                 | + 21 s                   |
| 5e                       | Damien Howson            | Australie                | Orica-GreenEDGE                 | + 35 s                   |
| 6e                       | Robert Power             | Australie                | Jayco-AIS Australian U23        | + 37 s                   |
| 7e                       | Brendan Canty            | Australie                | Budget Forklifts                | + 39 s                   |
| 8e                       | Lachlan Norris           | Australie                | Drapac                          | + 40 s                   |
| 9e                       | Franco Pellizotti        | Italie                   | Androni Giocattoli              | + 40 s                   |
| 10e                      | Scott Davies             | Royaume-Uni              | Équipe nationale du Royaume-Uni | + 41 s                   |
| modifier                 |                          |                          |                                 |                          |

### Classements annexes
| Classement par points | Classement par points | Classement par points | Classement par points  | Classement par points |
| --------------------- | --------------------- | --------------------- | ---------------------- | --------------------- |
|                       | Coureur               | Pays                  | Équipe                 | Point(s)              |
| 1er                   | Cameron Meyer         | Australie             | Orica-GreenEDGE        | 24 points             |
| 2e                    | Caleb Ewan            | Australie             | Orica-GreenEDGE        | 20 pts                |
| 3e                    | Steele Von Hoff       | Australie             | KordaMentha Australian | 20 pts                |
| modifier              |                       |                       |                        |                       |

| Classement de la montagne | Classement de la montagne | Classement de la montagne | Classement de la montagne   | Classement de la montagne |
| ------------------------- | ------------------------- | ------------------------- | --------------------------- | ------------------------- |
|                           | Coureur                   | Pays                      | Équipe                      | Point(s)                  |
| 1er                       | Cameron Bayly             | Australie                 | Search2retain-Health.com.au | 88 points                 |
| 2e                        | Robert Power              | Australie                 | Jayco-AIS Australian U23    | 48 pts                    |
| 3e                        | Patrick Bevin             | Nouvelle-Zélande          | Avanti Racing               | 32 pts                    |
| modifier                  |                           |                           |                             |                           |

| Classement du meilleur jeune | Classement du meilleur jeune | Classement du meilleur jeune | Classement du meilleur jeune    | Classement du meilleur jeune |
|                              | Coureur                      | Pays                         | Équipe                          | Temps                        |
| ---------------------------- | ---------------------------- | ---------------------------- | ------------------------------- | ---------------------------- |
| 1er                          | Robert Power                 | Australie                    | Jayco-AIS Australian U23        | en 12 h 31 min 32 s          |
| 2e                           | Scott Davies                 | Royaume-Uni                  | Équipe nationale du Royaume-Uni | + 4 s                        |
| 3e                           | Mitchell Cooper              | Australie                    | Navitas Satalyst Racing         | + 8 s                        |
| modifier                     |                              |                              |                                 |                              |

| Classement par équipes | Classement par équipes | Classement par équipes | Classement par équipes |
|                        | Équipe                 | Pays                   | Temps                  |
| ---------------------- | ---------------------- | ---------------------- | ---------------------- |
| 1re                    | Orica-GreenEDGE        | Australie              | en 37 h 33 min 55 s    |
| 2e                     | Avanti Racing          | Nouvelle-Zélande       | + 37 s                 |
| 3e                     | UnitedHealthcare       | États-Unis             | + 3 min 26 s           |
| modifier               |                        |                        |                        |

### UCI Oceania Tour
Ce Herald Sun Tour attribue des points pour l'UCI Oceania Tour 2015, par équipes seulement aux coureurs des équipes continentales professionnelles et continentales, individuellement à tous les coureurs sauf ceux faisant partie d'une équipe ayant un label WorldTeam.
| Position,          | 1er | 2e | 3e | 4e | 5e | 6e | 7e | 8e | 9e | 10e | 11e | 12e |
| Classement général | 80  | 56 | 32 | 24 | 20 | 16 | 12 | 8  | 7  | 6   | 5   | 3   |
| Par étape          | 16  | 11 | 6  | 5  | 4  | 2  |    |    |    |     |     |     |
| Leader, par étape  | 8   |    |    |    |    |    |    |    |    |     |     |     |

| Cycliste             | Équipe                          | Général | Étape | Leader | Total |
| -------------------- | ------------------------------- | ------- | ----- | ------ | ----- |
| Patrick Bevin        | Avanti Racing                   | 56      | 22    | -      | 78    |
| Joseph Cooper        | Avanti Racing                   | 32      | 11    | -      | 43    |
| William Clarke       | Drapac                          | -       | 20    | 8      | 28    |
| Robert Power         | Jayco-AIS Australian U23        | 16      | 4     | -      | 20    |
| Brendan Canty        | Budget Forklifts                | 12      | 5     | -      | 17    |
| Steele Von Hoff      | KordaMentha Australian          | -       | 17    | -      | 17    |
| Tyler Farrar         | MTN-Qhubeka                     | -       | 11    | -      | 11    |
| Franco Pellizotti    | Androni Giocattoli              | 7       | 4     | -      | 11    |
| Brenton Jones        | Drapac                          | -       | 10    | -      | 10    |
| John Murphy          | UnitedHealthcare                | -       | 10    | -      | 10    |
| Lachlan Norris       | Drapac                          | 8       | -     | -      | 8     |
| Scott Davies         | Équipe nationale du Royaume-Uni | 6       | -     | -      | 6     |
| Sam Witmitz          | Budget Forklifts                | -       | 6     | -      | 6     |
| Mitchell Cooper      | Navitas Satalyst Racing         | 5       | -     | -      | 5     |
| Daniel Summerhill    | UnitedHealthcare                | -       | 4     | -      | 4     |
| Neil Van der Ploeg   | Avanti Racing                   | -       | 4     | -      | 4     |
| Massimo Graziato     | African Wildlife Safaris        | -       | 3     | -      | 3     |
| Serge Pauwels        | MTN-Qhubeka                     | 3       | -     | -      | 3     |
| Tiziano Dall'Antonia | Androni Giocattoli              | -       | 2     | -      | 2     |

## Évolution des classements
| Étape              | Vainqueur          | Classement général | Classement par points | Classement de la montagne | Classement du meilleur jeune | Classement par équipes | Coureur le plus combatif |
| ------------------ | ------------------ | ------------------ | --------------------- | ------------------------- | ---------------------------- | ---------------------- | ------------------------ |
| P                  | William Clarke     | William Clarke     | Non décerné           | Non décerné               | Caleb Ewan                   | Orica-GreenEDGE        | Non décerné              |
| 1                  | Cameron Meyer      | Cameron Meyer      | Cameron Meyer         | Robert Power              | Scott Davies                 | Orica-GreenEDGE        | Robert Power             |
| 2                  | Caleb Ewan         | Cameron Meyer      | Cameron Meyer         | Robert Power              | Scott Davies                 | Orica-GreenEDGE        | Tyler Farrar             |
| 3                  | Caleb Ewan         | Cameron Meyer      | Caleb Ewan            | Robert Power              | Scott Davies                 | Orica-GreenEDGE        | Adam Phelan              |
| 4                  | Patrick Bevin      | Cameron Meyer      | Cameron Meyer         | Cameron Bayly             | Robert Power                 | Orica-GreenEDGE        | William Clarke           |
| Classements finals | Classements finals | Cameron Meyer      | Cameron Meyer         | Cameron Bayly             | Robert Power                 | Orica-GreenEDGE        | Non décerné              |

## Liste des participants
- Liste de départ complète

| Légende                             | Légende                                                                                                  | Légende                                | Légende                                                                                                  |
| ----------------------------------- | --- | -------------------------------------- | --- |
| Num                                 | Dossard de départ porté par le coureur sur ce Herald Sun Tour                                            | Pos                                    | Position finale au classement général                                                                    |
| Leader du classement général        | Indique le vainqueur du classement général                                                               | Leader du classement par points        | Indique le vainqueur du classement par points                                                            |
| Leader du classement de la montagne | Indique le vainqueur du classement de la montagne                                                        | Leader du classement du meilleur jeune | Indique le vainqueur du classement du meilleur jeune                                                     |
|                                     | Indique un maillot de champion national ou mondial, suivi de sa spécialité                               | #                                      | Indique la meilleure équipe                                                                              |
| NP                                  | Indique un coureur qui n'a pas pris le départ d'une étape, suivi du numéro de l'étape où il s'est retiré | AB                                     | Indique un coureur qui n'a pas terminé une étape, suivi du numéro de l'étape où il s'est retiré          |
| HD                                  | Indique un coureur qui a terminé une étape hors des délais, suivi du numéro de l'étape                   | *                                      | Indique un coureur en lice pour le classement du meilleur jeune (coureurs nés après le 1er janvier 1993) |

| Orica-GreenEDGE # OGE              | Orica-GreenEDGE # OGE | Orica-GreenEDGE # OGE |
| ---------------------------------- | --------------------- | --------------------- |
| Num                                | Coureur               | Pos                   |
| 1                                  | Simon Clarke (AUS)    | 4e                    |
| 2                                  | Caleb Ewan (AUS)*     | 33e                   |
| 3                                  | Michael Hepburn (AUS) | AB-4                  |
| 4                                  | Cameron Meyer (AUS)   | 1er                   |
| 5                                  | Sam Bewley (NZL)      | 43e                   |
| 6                                  | Damien Howson (AUS)   | 5e                    |
| Directeur sportif : Matthew Wilson |                       |                       |

| MTN-Qhubeka MTN                       | MTN-Qhubeka MTN         | MTN-Qhubeka MTN |
| ------------------------------------- | ----------------------- | --------------- |
| Num                                   | Coureur                 | Pos             |
| 11                                    | Nicolas Dougall (RSA)   | 63e             |
| 12                                    | Tyler Farrar (USA)      | 52e             |
| 13                                    | Matthew Goss (AUS)      | 47e             |
| 14                                    | Songezo Jim (RSA)       | 40e             |
| 15                                    | Serge Pauwels (BEL)     | 12e             |
| 16                                    | Matthew Brammeier (IRL) | AB-4            |
| Directeur sportif : Michel Cornelisse |                         |                 |

| UnitedHealthcare UHC               | UnitedHealthcare UHC    | UnitedHealthcare UHC |
| ---------------------------------- | ----------------------- | -------------------- |
| Num                                | Coureur                 | Pos                  |
| 21                                 | John Murphy (USA)       | 46e                  |
| 22                                 | Lucas Euser (USA)       | 21e                  |
| 23                                 | Christopher Jones (USA) | 16e                  |
| 24                                 | Adrian Hegyvary (USA)   | 61e                  |
| 25                                 | Tanner Putt (USA)       | 55e                  |
| 26                                 | Daniel Summerhill (USA) | 14e                  |
| Directeur sportif : Hendrik Redant |                         |                      |

| Androni Giocattoli AND              | Androni Giocattoli AND     | Androni Giocattoli AND |
| ----------------------------------- | -------------------------- | ---------------------- |
| Num                                 | Coureur                    | Pos                    |
| 31                                  | Franco Pellizotti (ITA)    | 9e                     |
| 32                                  | Tiziano Dall'Antonia (ITA) | 48e                    |
| 33                                  | Alberto Nardin (ITA)       | 49e                    |
| 34                                  | Marco Frapporti (ITA)      | 31e                    |
| 35                                  |                            |                        |
| 36                                  |                            |                        |
| Directeur sportif : Roberto Miodini |                            |                        |

| Drapac DPC                             | Drapac DPC           | Drapac DPC |
| -------------------------------------- | -------------------- | ---------- |
| Num                                    | Coureur              | Pos        |
| 41                                     | William Clarke (AUS) | 54e        |
| 42                                     | Robbie Hucker (AUS)  | 41e        |
| 43                                     | Brenton Jones (AUS)  | NP-3       |
| 44                                     | Lachlan Norris (AUS) | 8e         |
| 45                                     | Adam Phelan (AUS)    | 32e        |
| 46                                     | Samuel Spokes (AUS)  | 30e        |
| Directeur sportif : Agostino Giramondo |                      |            |

| JLT Condor JLT                  | JLT Condor JLT        | JLT Condor JLT |
| ------------------------------- | --------------------- | -------------- |
| Num                             | Coureur               | Pos            |
| 51                              | Kristian House (GBR)  | AB-4           |
| 52                              | Felix English (IRL)   | AB-4           |
| 53                              | Michael Cuming (GBR)  | 44e            |
| 54                              | Richard Handley (GBR) | 36e            |
| 55                              | Graham Briggs (GBR)   | 24e            |
| 56                              | Thomas Moses (GBR)    | 23e            |
| Directeur sportif : John Herety |                       |                |

| Avanti Racing ART                            | Avanti Racing ART           | Avanti Racing ART |
| -------------------------------------------- | --------------------------- | ----------------- |
| Num                                          | Coureur                     | Pos               |
| 61                                           | Patrick Bevin (NZL)         | 2e                |
| 62                                           | Neil Van der Ploeg (AUS)    | AB-4              |
| 63                                           | Patrick Shaw (AUS)          | 19e               |
| 64                                           | Mark O'Brien (AUS)          | 15e               |
| 65                                           | Joseph Cooper (NZL) (Route) | 3e                |
| 66                                           | Mitchell Lovelock-Fay (AUS) | 68e               |
| Directeur sportif : Andrew Christie-Johnston |                             |                   |

| Budget Forklifts BFL             | Budget Forklifts BFL   | Budget Forklifts BFL |
| -------------------------------- | ---------------------- | -------------------- |
| Num                              | Coureur                | Pos                  |
| 71                               | Sam Witmitz (AUS)      | AB-3                 |
| 72                               | Tommy Nankervis (AUS)  | 56e                  |
| 73                               | Jacob Kauffmann (AUS)  | AB-4                 |
| 74                               | Michael Torckler (NZL) | 17e                  |
| 75                               | Brodie Talbot (AUS)    | 39e                  |
| 76                               | Brendan Canty (AUS)    | 7e                   |
| Directeur sportif : Cameron Watt |                        |                      |

| Search2retain-Health.com.au STR        | Search2retain-Health.com.au STR | Search2retain-Health.com.au STR |
| -------------------------------------- | ------------------------------- | ------------------------------- |
| Num                                    | Coureur                         | Pos                             |
| 81                                     | Alder Martz (USA)               | AB-1                            |
| 82                                     | Cameron Bayly (AUS)             | 45e                             |
| 83                                     | Stuart Shaw (AUS)               | 72e                             |
| 84                                     | Oliver Kent-Spark (AUS)         | AB-1                            |
| 85                                     | Michael Rice (AUS)*             | 69e                             |
| 86                                     | Alistair Donohoe (AUS)*         | AB-3                            |
| Directeur sportif : Peter John Shandon |                                 |                                 |

| Charter Mason Giant Racing CMR    | Charter Mason Giant Racing CMR | Charter Mason Giant Racing CMR |
| --------------------------------- | ------------------------------ | ------------------------------ |
| Num                               | Coureur                        | Pos                            |
| 91                                | Thomas Robinson (AUS)          | AB-1                           |
| 92                                | Jayden Copp (AUS)              | 65e                            |
| 93                                | Nicholas Katsonis (AUS)*       | 35e                            |
| 94                                | Paul van der Ploeg (AUS)       | AB-4                           |
| 95                                | David Edwards (AUS)*           | AB-4                           |
| 96                                | Ben Hill (AUS)                 | 28e                            |
| Directeur sportif : Damian Harris |                                |                                |

| Navitas Satalyst Racing NSR      | Navitas Satalyst Racing NSR | Navitas Satalyst Racing NSR |
| -------------------------------- | --------------------------- | --------------------------- |
| Num                              | Coureur                     | Pos                         |
| 101                              | Kane Walker (AUS)           | 60e                         |
| 102                              | Mitchell Cooper (AUS)*      | 11e                         |
| 103                              | Michael Fitzgerald (AUS)    | NP-P                        |
| 104                              | Jackson Mawby (AUS)*        | 27e                         |
| 105                              | Joel Strachan (AUS)         | 67e                         |
| 106                              | Grayson Napier (NZL)*       | 58e                         |
| Directeur sportif : Jaimie Kelly |                             |                             |

| African Wildlife Safaris AWS     | African Wildlife Safaris AWS | African Wildlife Safaris AWS |
| -------------------------------- | ---------------------------- | ---------------------------- |
| Num                              | Coureur                      | Pos                          |
| 111                              | Massimo Graziato (ITA)       | AB-4                         |
| 112                              | Alexander Smyth (AUS)        | 64e                          |
| 113                              | Patrick Lane (AUS)           | 38e                          |
| 114                              | Jeremy Cameron (AUS)*        | 29e                          |
| 115                              | Sean Lake (AUS)              | 37e                          |
| 116                              | Rico Rogers (AUS)            | AB-1                         |
| Directeur sportif : Steven Waite |                              |                              |

| Data3 Symantec Racing-Scody DSR           | Data3 Symantec Racing-Scody DSR | Data3 Symantec Racing-Scody DSR |
| ----------------------------------------- | ------------------------------- | ------------------------------- |
| Num                                       | Coureur                         | Pos                             |
| 121                                       | Tyler Spurrell (AUS)            | 71e                             |
| 122                                       | James Mowatt (AUS)              | 66e                             |
| 123                                       | Craig Evers (AUS)               | 57e                             |
| 124                                       | David Melville (AUS)            | AB-4                            |
| 125                                       | Ryan Thomas (AUS)*              | 70e                             |
| 126                                       | Scott Thomas (AUS)              | 42e                             |
| Directeur sportif : Philip Peter Richards |                                 |                                 |

| KordaMentha Australian AUS       | KordaMentha Australian AUS | KordaMentha Australian AUS |
| -------------------------------- | -------------------------- | -------------------------- |
| Num                              | Coureur                    | Pos                        |
| 131                              | Steele Von Hoff (AUS)      | 34e                        |
| 132                              | Chris Hamilton (AUS)*      | 20e                        |
| 133                              | Angus Morton (AUS)         | 53e                        |
| 134                              | Lachlan Morton (AUS)       | 18e                        |
| 135                              | Nick Schultz (AUS)*        | 26e                        |
| 136                              | Cameron Wurf (AUS)         | 25e                        |
| Directeur sportif : Dave Sanders |                            |                            |

| Équipe nationale du Royaume-Uni GBR | Équipe nationale du Royaume-Uni GBR | Équipe nationale du Royaume-Uni GBR |
| ----------------------------------- | ----------------------------------- | ----------------------------------- |
| Num                                 | Coureur                             | Pos                                 |
| 141                                 | Joshua Edmondson (GBR)              | 22e                                 |
| 142                                 | Grant Ferguson (GBR)*               | 13e                                 |
| 143                                 | Scott Davies (GBR)*                 | 10e                                 |
| 144                                 | Jake Kelly (GBR)*                   | 62e                                 |
| 145                                 | Gabriel Cullaigh (GBR)*             | 51e                                 |
| 146                                 | Christopher Lawless (GBR)*          | 59e                                 |
| Directeur sportif : Keith Lambert   |                                     |                                     |

| Jayco-AIS Australian U23 JUA     | Jayco-AIS Australian U23 JUA | Jayco-AIS Australian U23 JUA |
| -------------------------------- | ---------------------------- | ---------------------------- |
| Num                              | Coureur                      | Pos                          |
| 151                              | Angus Lyons (AUS)*           | AB-4                         |
| 152                              | Jack Beckinsale (AUS)*       | NP-3                         |
| 153                              | Ryan Cavanagh (AUS)*         | AB-4                         |
| 154                              | Harry Carpenter (AUS)*       | AB-4                         |
| 155                              | Alex Clements (AUS)*         | 50e                          |
| 156                              | Robert Power (AUS)*          | 6e                           |
| Directeur sportif : James Victor |                              |                              |